# Могилёво (Ленинградская область)
Могилёво — деревня в Будогощском городском поселении Киришского района Ленинградской области.

## История
Деревня Могилево упоминается на карте Новгородского наместничества 1792 года А. М. Вильбрехта.

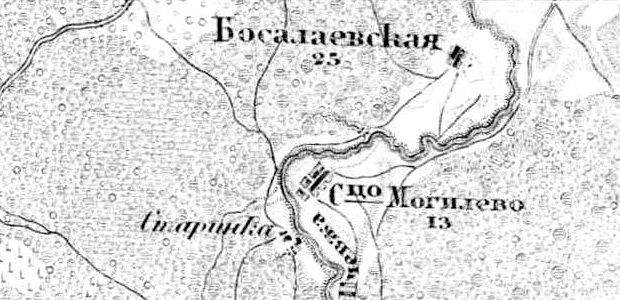
Деревня Могилёво на карте 1872 года

Согласно карте Ф. Ф. Шуберта 1872 года это было сельцо Могилёво, которое насчитывало 13 крестьянских дворов, смежно и к югу от него находилась деревня Старинка.

МОГИЛЁВО — деревня с усадьбой Порогского общества, прихода погоста Пятницы.
 
Крестьянских дворов — 23. Строений — 25, в том числе жилых — 23.

Число жителей по семейным спискам 1879 г.: 59 м. п., 65 ж. п.; по приходским сведениям 1879 г.: 57 м. п., 72 ж. п.

Усадьба: Строений — 7, в том числе жилых — 1. Число жителей по приходским сведениям 1879 г.: 4 м. п., 3 ж. п.

СТАРИНКА — деревня с усадьбой Порогского общества, прихода погоста Пятницы.
 
Крестьянских дворов — 2. Строений — 4, в том числе жилых — 3.

Число жителей по семейным спискам 1879 г.: 7 м. п., 14 ж. п.; по приходским сведениям 1879 г.: 8 м. п., 10 ж. п.

Усадьба: Строений — 6, в том числе жилых — 2. Число жителей по приходским сведениям 1879 г.: 1 м. п., 1 ж. п.

В конце XIX века деревня административно относилась к Васильковской волости 1-го стана, в начале XX века — Васильковской волости 4-го стана 3-го земского участка Тихвинского уезда Новгородской губернии.

МОГИЛЁВО — деревня Кровинского общества, дворов — 2, жилых домов — 3, число жителей: 90 м. п., 93 ж. п. 

Занятия жителей — земледелие. Река Пчёвжа. Смежна с д. Старинка. 

МОГИЛЁВО — усадьба И. И. Романова, дворов — 4, жилых домов — 1, число жителей: 5 м. п., 6 ж. п. 

Занятия жителей — земледелие. Река Пчёвжа. Смежна с деревней Могилёво.
 
СТАРИНКА — деревня Порогского общества, дворов — 5, жилых домов — 5, число жителей: 9 м. п., 11 ж. п. 

Занятия жителей — земледелие. Река Пчёвжа. Часовня. Смежна с д. Могилёво.
 
СТАРИНКА — усадьба Д. Ф. Решетникова, жилых домов — 2, число жителей: 2 м. п., 4 ж. п. 

Занятия жителей — земледелие. Река Пчёвжа. (1910 год)

Согласно карте Петроградской и Новгородской губерний 1915 года это было сельцо Могилёво, которое насчитывало 13 дворов, смежно и к югу от него находилась деревня Старинка.
С 1917 по 1918 год деревня Могилёво входила в состав Васильковской волости Тихвинского уезда Новгородской губернии.
С 1918 года в составе Череповецкой губернии.
С 1927 года в составе Кукуйского сельсовета Будогощенского района.
В 1928 году население деревни Могилёво составляло 239 человек.
С 1932 года в составе Киришского района.

Деревня Могилёво на карте 1932 года

Согласно карте Ленинградской области Северо-западного аэрогеодезического треста ГГУ издания 1932 года деревня Могилёво насчитывала 24 крестьянских двора, смежно и к югу от неё находилась деревня Старинка, состоящая из 5 крестьянских дворов.
По данным 1933 года деревня Могилёво входила в состав Будогощенского сельсовета Киришского района.
Согласно переписи населения СССР 1939 года население деревни Могилёво составляли 71 мужчина и 88 женщин, всего 159 человек. В деревне Старинка проживали 11 мужчин и 23 женщины, всего 34 человека.
С 1963 года в составе Волховского района.
С 1965 года вновь в составе Киришского района. В 1965 году население деревни Могилёво составляло 171 человек. В 1966 году смежная деревня Старинка учитывалась в областных административных данных, в 1973 году уже нет.
По данным 1966, 1973 и 1990 годов деревня Могилёво также входила в состав Кукуйского сельсовета.
В 1997 году в деревне Могилёво Кукуйской волости проживали 199 человек, в 2002 году — 155 (русские — 95 %).
В 2007 году в деревне Могилёво Будогощского ГП проживали 195 человек, в 2010 году — 187.

## География
Деревня расположена в юго-восточной части района на автодороге 41К-233 (подъезд к посёлку Будогощь), к востоку от автодороги 41А-009 (Лодейное Поле — Тихвин — Чудово).
Расстояние до административного центра поселения — 3 км.
К востоку от деревни проходит железнодорожная линия Будогощь — Тихвин. Расстояние до ближайшей железнодорожной станции Будогощь — 3 км.
Через деревню протекает река Пчёвжа и ручей Боровка.

## Демография
| 1879 | 1910 | 1928 | 1965 | 1997 | 2002 | 2007 |
| ---- | ---- | ---- | ---- | ---- | ---- | ---- |
| 154  | ↗220 | ↗239 | ↘171 | ↗199 | ↘155 | ↗195 |
| 2010 | 2017 |      |      |      |      |      |
| ↘187 | ↗190 |      |      |      |      |      |

### Национальный состав
Согласно данным Всероссийской переписи населения 2021 года в деревне проживал 101 человек, все русские.

## Улицы
Молодёжная, Набережная, Ручейный переулок, Старинка, Центральная.